# 100 карбованців
100 карбованців  — номінал грошових купюр, що були в обігу на території України в 1918–1919, 1942–1944, 1991–1995 роках. Загалом в обігу перебувало п'ять зразків даного номіналу. Також у 2017 році випущено пам'ятну сувенірну банкноту, яка не є платіжним засобом.

## Банкнота 1917 року
Банкноти номіналом 100 карбованців зразка 1917 року, перші в історії українські купюри, випущені в обіг 5 січня 1918 року. Друкувалися у Києві, в типографії Кульженка. На купюрах містилося зображення тризуба (хоча державна символіка УНР на той час ще не була затверджена), єдина серія й номер «АД 185», а також номінал українською, російською польською і їдиш. 
Автор проєкту купюри — Георгій Нарбут. 

## Банкнота 1918 року
Випущена у серпні 1919 року у Кам'янці-Подільському. Кліше були зроблені ще за вказівкою уряду гетьмана, тому зберігся напис: Українська Держава. 
Автор проєкту купюри — Георгій Нарбут. 

## Банкнота 1942 року
Випущена у липні 1942 року під час німецької окупації на території Рейхскомісаріату Україна

## Банкнота 1991 року
Перші банкноти номіналом 100 карбованців (купонів, купонокарбованців) були виготовлені на Спеціальній банківській друкарні у Франції в 1991 та фірмою Томас де ла Рю у Великій Британії в 1992 році.
Банкноти друкувалися на білому папері. Розмір банкнот становить: довжина 105 мм, ширина — 53 мм. Водяний знак — «паркет»
На аверсному боці банкноти в центральній частині з лівого краю розміщено скульптурне зображення Либіді з Пам'ятного знаку на честь заснування Києва. З правого боку на банкноті містяться написи Україна, Купон, 100 карбованців, Національний банк України та рік випуску — 1991.
На реверсному боці банкноти розміщено гравюрне зображення Софійського собору у Києві та в кожному з кутів позначено номінал купюри. Переважаючий колір обох сторін — світло-коричневий.
Банкноти введено в обіг 10 січня 1992, вилучено — 15 березня 1995 року.

## Банкнота 1992 року
На аверсному боці банкноти в центральній частині з лівого краю розміщено зображення Пам'ятного знаку на честь заснування Києва. З правого боку на банкноті містяться написи Україна, Купон, 100 карбованців, Національний банк України та рік випуску — 1992.
На реверсному боці банкноти розміщено гравюрне зображення Софійського собору у Києві та в кожному з кутів позначено номінал купюри. Переважаючий колір обох сторони — помаранчевий.
Банкноти введено в обіг 25 травня 1992, вилучено — 15 березня 1995 року.

## Сувенірна банкнота 2017 року
29 грудня 2017 року Нацбанк України випустив сувенірну банкноту «100 карбованців», що відтворює дизайн першої української банкноти — державного кредитового білета номіналом 100 карбованців зразка 1917 року. Сувенірна банкнота випущена на відзначення 100-річчя подій Української революції 1917—1921 років і перших українських паперових грошей. 
Дизайнерами банкноти стали Володимир Таран, Олександр Харук та Сергій Харук.

## Перелік банкнот
| Банкноти різних років випуску                      | Банкноти різних років випуску | Банкноти різних років випуску | Банкноти різних років випуску       | Банкноти різних років випуску | Банкноти різних років випуску | Банкноти різних років випуску | Банкноти різних років випуску | Банкноти різних років випуску | Банкноти різних років випуску | Банкноти різних років випуску |
| Зображення                                         | Зображення                    | Розміри, мм                   | Основний колір                      | Місце друку                   | Рік ескізу                    | Дата випуску                  | Дата вилучення                |                               |                               |                               |
| Аверс                                              | Реверс                        | Розміри, мм                   | Основний колір                      | Місце друку                   | Рік ескізу                    | Дата випуску                  | Дата вилучення                |                               |                               |                               |
| -------------------------------------------------- | ----------------------------- | ----------------------------- | ----------------------------------- | ----------------------------- | ----------------------------- | ----------------------------- | ----------------------------- | ----------------------------- | ----------------------------- | ----------------------------- |
| Українська Народна Республіка / Українська Держава |                               |                               |                                     |                               |                               |                               |                               |                               |                               |                               |
|                                                    |                               | 169 × 105                     | Жовтий, помаранчевий, блідо-рожевий | Друкарня В. Кульженка, Київ   | 1917                          | 6 січня 1918                  | 1 листопада 1918              |                               |                               |                               |
|                                                    |                               | 177 × 90                      | Світло-коричневий                   | Кам'янець-Подільський         | 1918                          | літо 1919                     | 1920                          |                               |                               |                               |
| Рейхскомісаріат Україна                            |                               |                               |                                     |                               |                               |                               |                               |                               |                               |                               |
|                                                    |                               | 179 × 93                      | Сіро-блакитний                      | Берлін                        | 1942                          | липень 1942                   | 1944                          |                               |                               |                               |
| Україна                                            |                               |                               |                                     |                               |                               |                               |                               |                               |                               |                               |
|                                                    |                               | 105 × 53                      | Коричневий                          | Іспанія                       | 1991                          | 10 січня 1992                 | 15 березня 1995               |                               |                               |                               |
|                                                    |                               | 105 × 53                      | Помаранчевий                        | De La Rue, Великобританія     | 1992                          | 25 травня 1992                | 15 березня 1995               |                               |                               |                               |
|                                                    |                               | 170 × 80                      | Жовтий, блідо-рожевий               | БМД НБУ, Київ                 | 2017                          | 29 грудня 2017 (як сувенір)   |                               |                               |                               |                               |